# Kōji Suzuki
Kōji Suzuki (jap. 鈴木 光司 Suzuki Kōji; * 13. Mai 1957 in Hamamatsu) ist ein japanischer Schriftsteller, der im Westen vor allem durch seine mehrfach verfilmte The-Ring-Trilogie bekannt ist.
Er graduierte an der Keiō-Universität und lebt zurzeit mit seiner Frau und zwei Kindern in Tokio. Für sein Romandebüt Rakuen (Paradise) wurde er 1990 mit dem Fantasy Novel Grand Prize ausgezeichnet.

## Ring
Die Ring-Serie besteht aus folgenden Romanen:
- The Ring (Ringu)
- Spiral – The Ring II (Rasen)
- Loop – The Ring III (Loop)

Die ersten beiden Teile der Ring-Trilogie wurden in Japan verfilmt (Ringu, Rasen), inklusive eines Prequels, Ring 0: Birthday, basierend auf der Kurzgeschichte Lemonheart, die später auch in the ring 0: birthday (Bāsudei) erschien.
Von Ringu gibt es auch die Hollywood-Adaption The Ring und eine koreanisch/chinesische Verfilmung mit dem Titel Ring Virus.
Das zentrale Element des Ring-Zyklus ist ein mysteriöses Video, das seine Betrachter nach genau sieben Tagen tötet. Jeder der drei Romane entwickelt sich in eine eigene Richtung, jedoch nicht, ohne eine gewisse Konsistenz zu wahren. Man kann die Ring-Trilogie dem Genre des Psycho-Horrors zurechnen, das durch Suzuki Koji neu belebt wurde.

## Werke (Auswahl)
- Rakuen
- The Ring (Ringu). Aus dem amerikanischen Englisch von Liessen/Marburger. Heyne 2003. ISBN 978-3453565005
- Spiral – The Ring II (Rasen). Aus dem Japanischen von Heindorf/Tomonaga. Heyne 2003. ISBN 978-3-453873865
- Loop – The Ring III (Loop). Aus dem Englischen von Kristiana Ruhl. Heyne 2004. ISBN 3-453-87805-1
- the ring 0: birthday. Aus dem Japanischen von Alexandra Klepper. Heyne 2006. ISBN 978-3-453-43132-4
- Dark Water. Aus dem amerikanischen Englisch von Katrin Marburger. Heyne 2004. ISBN 978-3453565005
- Der Graben. Aus dem amerikanischen Englisch von Katrin Marburger. Heyne 2014. ISBN 978-3-453-43744-9
- S (2013, 5. Buch der Ring-Serie)
- Tide (2014, 6. Buch der Ring-Serie)[1]